# Drosanthemum hispidum
Drosanthemum hispidum là một loài thực vật có hoa trong họ Phiên hạnh. Loài này được (L.) Schwantes mô tả khoa học đầu tiên năm 1927.